# シアン化ベンジル
シアン化ベンジル（シアンかベンジル、英: benzyl cyanide、略称: BnCN）は、化学式C6H5CH2CNで表される有機化合物。他の誘導体の前駆体や、医薬品製造の中間体となり、国によっては香料の原料として用いられる。

## 性質と反応
塩化ベンジルとシアン化ナトリウムとの反応により生成する。
主な用途として、活性メチレン基の脱プロトン化に使われるほか、メチルフェニデート、フェノバルビタール、アンフェタミンなどの製造時の中間体となる。このため、アメリカの麻薬取締局による規制の対象となる。
天然にはコショウソウの精油やネロリ油に存在し、香料向けの合成品はシグマアルドリッチ社が製造する。重いフローラル調の香りを持ち、ジャスミンや橙花などの香料の調合原料に用いられることがあるが、日本では使用されない。

## 安全性
日本の毒物及び劇物取締法では劇物、消防法では危険物第4類（引火性液体）第3石油類に指定されている。毒性に関しては、ラットに経口投与した場合の半数致死量（LD50）が270mg/kg、ラットに経皮投与した場合のLD50が2g/kg、マウスに吸入させた場合の最小致死量（LCL0）が100mg/kgの調査結果がある。